# Державний кордон Афганістану

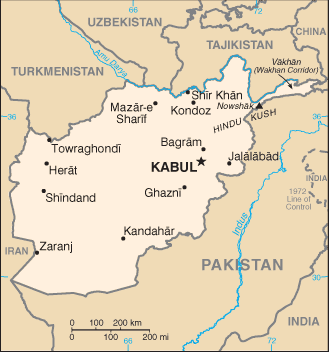
Карта Афганістану

Державний кордон Афганістану — державний кордон, лінія на поверхні Землі та вертикальна поверхня, що проходить по цій лінії, що визначають межі державного суверенітету Афганістану над власними територією, водами, природними ресурсами в них і повітряним простором над ними.

## Сухопутний кордон
Загальна довжина кордону — 5987 км. Афганістан межує з 6 державами. 
Ділянки державного кордону
| Сусідня держава | Ділянка         | Довжина (км) | Прикордонні регіони | Примітки |
| --------------- | --------------- | ------------ | ------------------- | -------- |
| Пакистан        | схід і південь  | 2670         |                     |          |
| Таджикистан     | північний схід  | 1357         |                     |          |
| Іран            | захід           | 921          |                     |          |
| Туркменістан    | північний захід | 804          |                     |          |
| Узбекистан      | північ          | 144          |                     |          |
| КНР             | схід            | 91           |                     |          |

Афганістан не має виходу до вод Світового океану.